# Kościół Wszystkich Świętych w Kruchowie
Kościół Wszystkich Świętych w Kruchowie – rzymskokatolicki kościół parafialny należący do parafii pod tym samym wezwaniem (dekanat trzemeszeński archidiecezji gnieźnieńskiej).
Obecna murowana świątynia została zbudowana w 1957 roku, konsekrowana została przez biskupa Jana Michalskiego w 1978 roku. Poprzedni kościół drewniany, z 1727 roku, ufundowany przez Adama Rosena, został zniszczony przez pożar w 1955 roku.